# Île Amsterdam
Pour les articles homonymes, voir Amsterdam (homonymie) et Nouvelle-Amsterdam (homonymie).
L'île Amsterdam, appelée île de la Nouvelle-Amsterdam jusqu'en 1965, est une petite île française subantarctique située dans le sud de l'océan Indien, à 1 368 km au nord-nord-est des îles Kerguelen et à 2 713 km au sud-est de l'île Maurice. Elle forme avec l'île Saint-Paul, distante de 91 km plus au sud, le district des îles Saint-Paul et Amsterdam, l'un des cinq districts des Terres australes et antarctiques françaises (les quatre autres sont l'archipel Crozet, les îles Kerguelen, la terre Adélie et les îles Éparses). Elle est souvent considérée comme l'une des îles les plus isolées au monde, ce qui en fait un site d'observations atmosphériques de référence mondiale, connu notamment pour les mesures de gaz à effet de serre et autres polluants atmosphériques, où les concentrations parmi les plus basses de la planète sont enregistrées.
Environ vingt personnes vivent à l'île Amsterdam dans la base scientifique Martin-de-Viviès pendant l'hiver austral, et le double en été. En janvier 2025, un feu de végétation ravage 55 % de la superficie de l'île, et conduit à l'évacuation totale de ses résidents pendant trois mois.

## Géographie
L'île Amsterdam
,, appelée île de la Nouvelle-Amsterdam jusqu'en 1965, est une île volcanique française, d'aspect plutôt massif avec une superficie de 58 km2. Elle mesure 10 km dans sa plus grande longueur (axe nord-sud) et 7 km en largeur (axe est-ouest). La partie occidentale est bordée de hautes falaises, de 400 à 700 m de haut, la partie orientale descend de manière plus adoucie vers la mer. Culminant à plus de 700 mètres, les falaises d'Entrecasteaux sont parmi les plus hautes du monde. Le mont de la Dives, le point le plus haut de l'île, culmine à 881 m. Les côtes rocheuses, peu découpées et dépourvues d'abris, n'offrent pas d'accès facile par la mer si ce n'est au Nord où est installée la base.

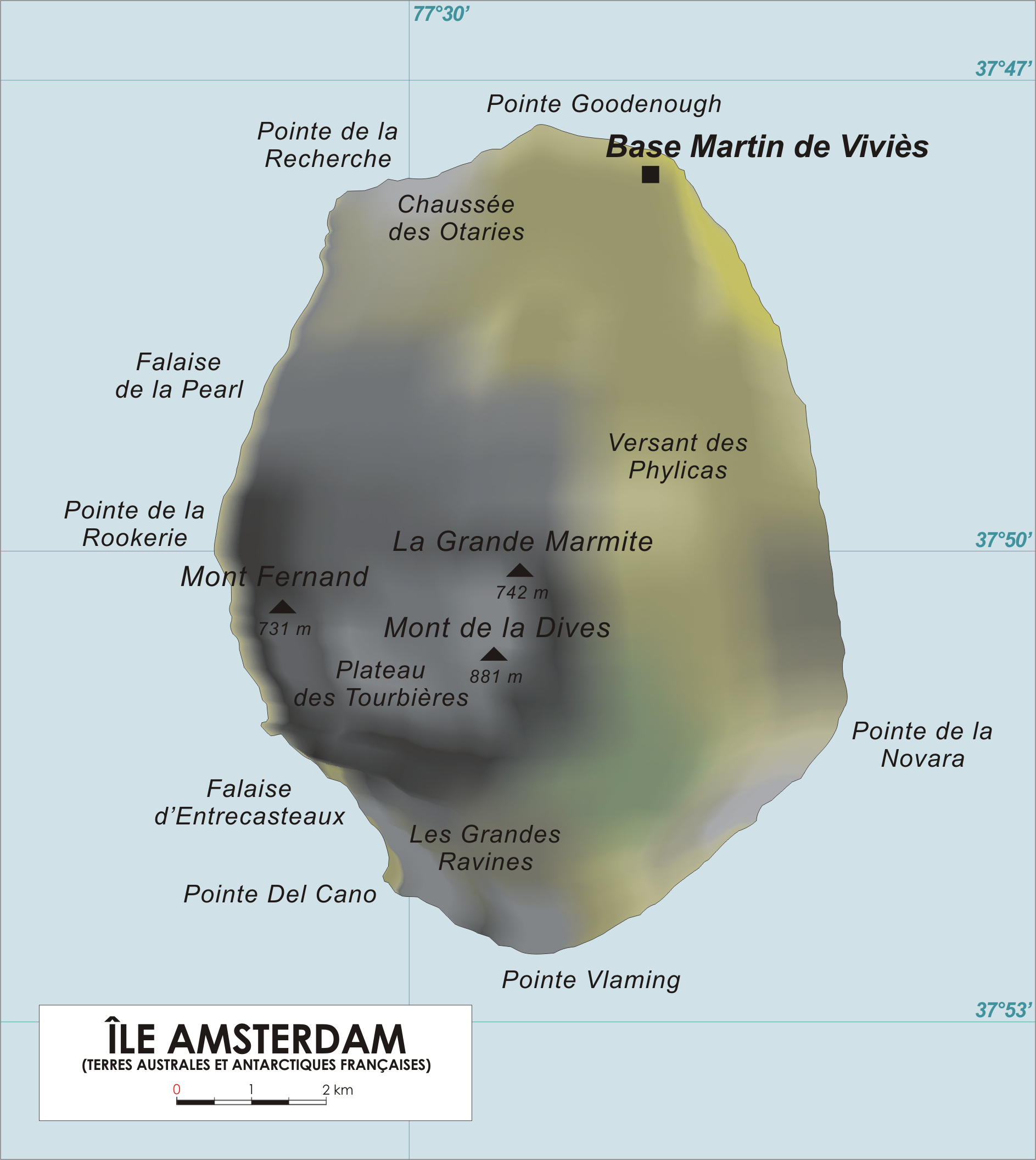
Carte de l'île Amsterdam.

Elle est, avec Saint-Paul, la seule partie émergée d'un étroit plateau océanique entouré par des fonds de plus de 3 000 m. À l'écart de toute terre continentale, les îles Saint-Paul et Amsterdam sont les îles les plus éloignées au monde de tout habitat permanent. Elles sont signalées dans la géographie américaine car elles constituent avec les îles Kerguelen les seules terres émergés aux antipodes des États-Unis.
L'île Amsterdam, au même titre que l'île Saint-Paul, est protégée au sein de la réserve naturelle nationale des Terres australes françaises. Cette protection couvre tant l'espace terrestre que les eaux territoriales de l'île.

### Climat
Le climat d'Amsterdam est de type océanique tempéré, généralement sans neige ni gelée qui surviennent toutefois parfois en altitude, avec un vent constant d'ouest. L'île se situe au nord de la zone dite de « convergence antarctique », frontière hydrologique naturelle marquant la limite entre les eaux chaudes de l'océan Indien et celles froides de l'océan Austral. La température moyenne à l'abri du vent oscille autour de 13 °C, et en altitude, les températures peuvent vite chuter et les vents peuvent dépasser les 200 km/h. La température la plus chaude enregistrée sur base depuis 50 ans est de 26 °C, la plus basse 1,7 °C. Le temps est lié à la position de l'anticyclone des Mascareignes, qui la protège en été, de décembre à mars. Le temps est alors stable et relativement sec sauf lors de passage des restes de cyclones tropicaux ayant sévi plus au nord et qui provoquent alors fortes pluies et vents violents. L'hiver, l'anticyclone régresse ou se déplace, exposant alors l'île Amsterdam aux dépressions océaniques subantarctiques. Le temps devient alors très pluvieux et très venteux, à l'instar du temps rencontré habituellement aux latitudes plus au sud.
Si l'île Amsterdam est régulièrement balayée par des tempêtes et vents violents, la base Martin de Viviès, par sa position sur l'île et sa basse altitude, est relativement protégée des vents dominants. Les vents violents (> 60 km/h)  sur base sont enregistrés 163 jours par an en moyenne, et les précipitations y sont relativement abondantes avec une moyenne annuelle de 1 200 mm par an réparties sur environ 230 jours de précipitations par an.
L'île a un climat de type Cfb (Océanique) avec comme record de chaleur 26,4 °C le 30 janvier 2005 et comme record de froid 2 °C le 3 juillet 1975. La température moyenne annuelle sur base et à l'abri du vent est de 14,1 °C.
Des feux de tourbe se déclarent parfois en été austral. Celui de mars 1792 en est un exemple mémorable lors du passage de l'expédition d'Entrecasteaux. Le réchauffement climatique semble en accentuer l’intensité à la faveur des sécheresses estivales comme ce fut le cas en 2022. Le 15 janvier 2025, un feu de végétation ravage 55 % de la superficie de l'île.
| Mois                                             | jan.         | fév.         | mars         | avril        | mai         | juin         | jui.         | août         | sep.         | oct.         | nov.         | déc.         | année     |
| ------------------------------------------------ | ------------ | ------------ | ------------ | ------------ | ----------- | ------------ | ------------ | ------------ | ------------ | ------------ | ------------ | ------------ | --------- |
| Température minimale moyenne (°C)                | 14,7         | 14,9         | 14,4         | 13,1         | 11,5        | 10,1         | 9,4          | 9,2          | 9,7          | 10           | 11,3         | 13,3         | 11,8      |
| Température moyenne (°C)                         | 17,5         | 17,7         | 16,9         | 15,4         | 13,7        | 12,3         | 11,6         | 11,4         | 12           | 12,4         | 13,8         | 16           | 14,2      |
| Température maximale moyenne (°C)                | 20,3         | 20,5         | 19,5         | 17,8         | 15,9        | 14,5         | 13,7         | 13,6         | 14,3         | 14,9         | 16,3         | 18,7         | 16,6      |
| Record de froid (°C) date du record              | 6,1 12.1977  | 4,5 17.1978  | 6 30.1965    | 4,3 22.1965  | 3,8 27.2003 | 3 05.1967    | 1,8 31.1964  | 1,9 14.1969  | 2,1 09.1976  | 3,1 06.1957  | 4,7 02.1966  | 1,7 22.1977  | 1,7 1977  |
| Record de chaleur (°C) date du record            | 26,1 20.1996 | 26,2 23.2015 | 24,8 01.2021 | 23,4 01.2008 | 21 09.1975  | 20,3 05.1976 | 18,2 12.2017 | 17,7 22.2015 | 23,9 25.1969 | 19,2 27.2017 | 22,4 30.2018 | 24,8 28.2020 | 26,2 2015 |
| Ensoleillement (h)                               | 171,2        | 148,3        | 123,2        |              |             | 89,6         | 101,2        | 106,2        | 122,1        | 128,3        |              |              |           |
| Précipitations (mm)                              | 88,6         | 69,3         | 92,2         | 102,4        | 119,5       | 119,5        | 105,7        | 94,5         | 77,2         | 84,6         | 75,2         | 69,8         | 1 098,5   |
| dont nombre de jours avec précipitations ≥ 1 mm  | 9,3          | 8,7          | 10,5         | 12,4         | 16,7        | 18,3         | 17,9         | 17,1         | 14,8         | 14,6         | 11,6         | 10,4         | 162,3     |
| dont nombre de jours avec précipitations ≥ 5 mm  | 3,6          | 3,6          | 4,8          | 5,1          | 6,9         | 7,9          | 6,5          | 5,9          | 4,7          | 5,6          | 4,3          | 4,1          | 63        |
| dont nombre de jours avec précipitations ≥ 10 mm | 2,5          | 1,8          | 2,6          | 2,8          | 3,6         | 3,5          | 2,4          | 2,2          | 1,7          | 2            | 2,3          | 2,1          | 29,5      |

## Histoire

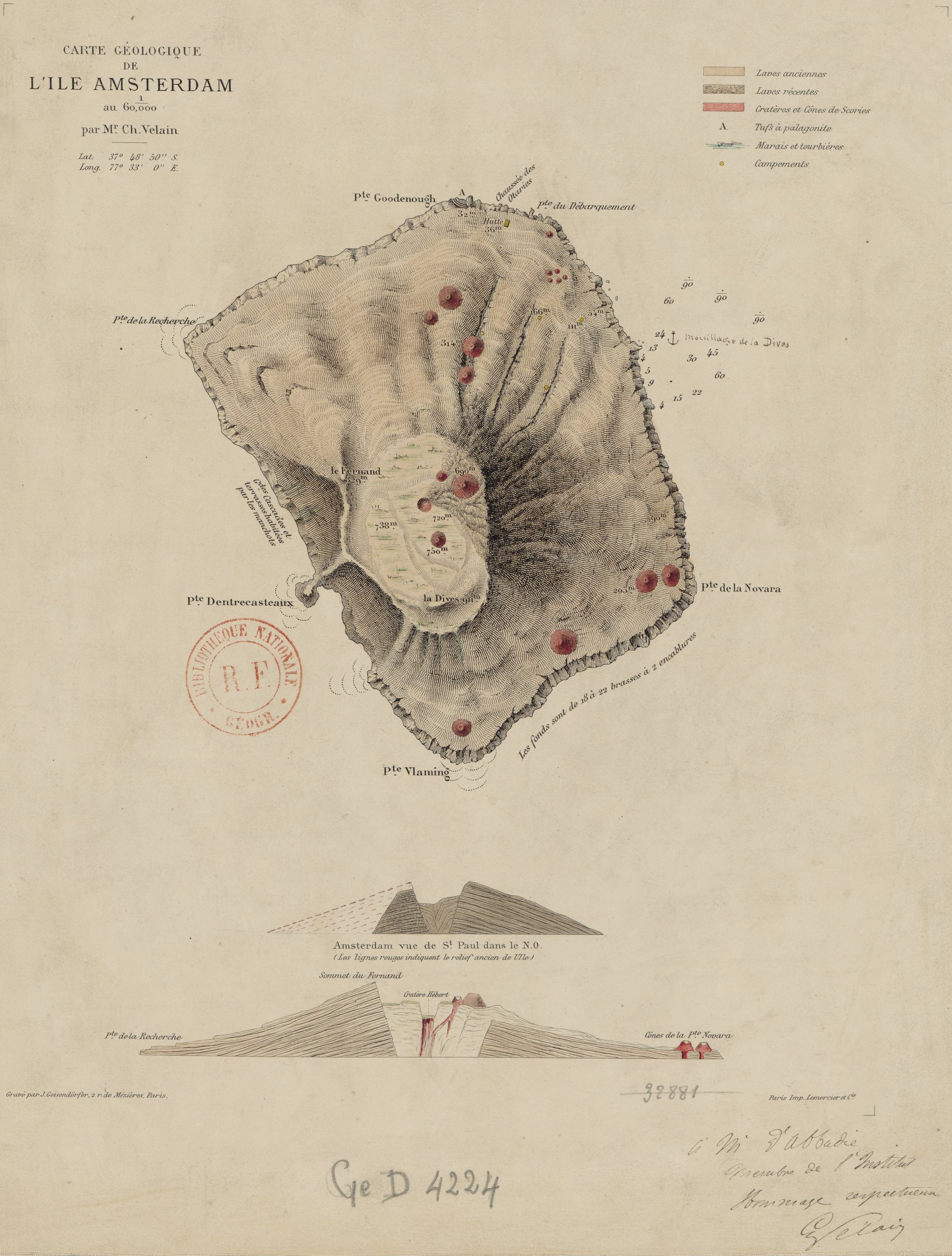
Carte géologique de l'île du XIXe siècle.

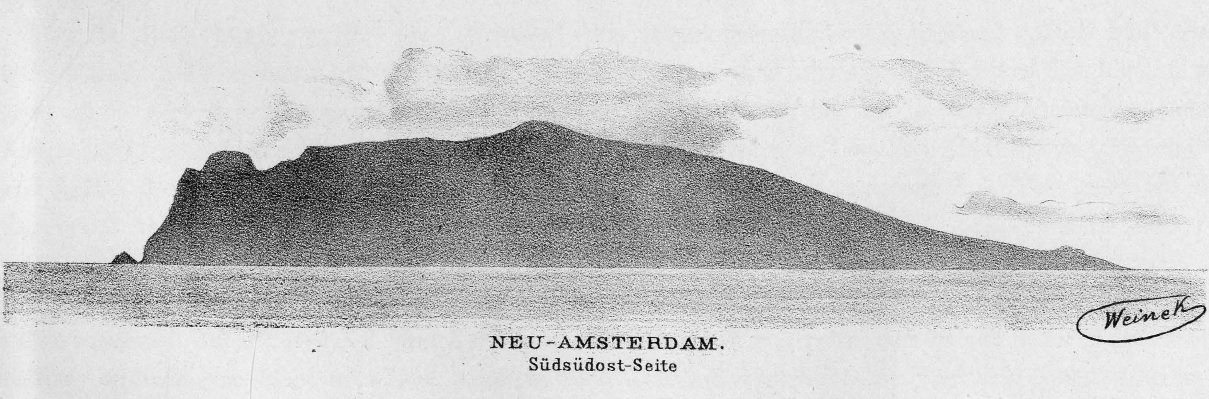
Croquis de l'île réalisé en 1874.

L'histoire des îles Saint-Paul et Amsterdam, de par leur proximité, est liée. En janvier 1871, le Réunionnais Heurtin et sa famille débarquent sur l'île Amsterdam et tentent un élevage de bovins et la culture de la terre. C'est un échec. Ils retournent à La Réunion six mois plus tard mais abandonnent les bovins qui vont s'acclimater à l'île et retourner à l'état sauvage.
Une base scientifique, destinée à travailler sur la mesure de la pollution du fond de l’atmosphère, est installée en 1949 et appelée « base Martin-de-Viviès » depuis 1972.
La base scientifique est entièrement évacuée le 16 janvier 2025 en raison d'un feu de végétation qui s'est déclaré la veille à la pointe Bénédicte à 2,5 kilomètres à l'ouest et qui se déplace rapidement vers la base. Les 31 occupants sont évacués sur l’Austral (un langoustier), alors en campagne de pêche à proximité, puis par le Marion Dufresne qui les achemine à La Réunion où ils arrivent le 5 février. Au 13 mars, 2 578 hectares ont brûlé, 55 % de l'île est détruit par le feu, dont certaines des infrastructures humaines (notamment le réseau de câbles électriques), et malgré les précipitations de nombreux points chauds continuent de couver dans les zones de tourbières.
Fin avril 2025, une équipe réduite de quatorze personnes réinvesti les lieux, après remise en état de fonctionnement des installations vitales de la base : production d'électricité, alimentation en eau potable, réseau de défense incendie, télécommunications, chambres froides, cuisines et hôpital.

## Volcanologie

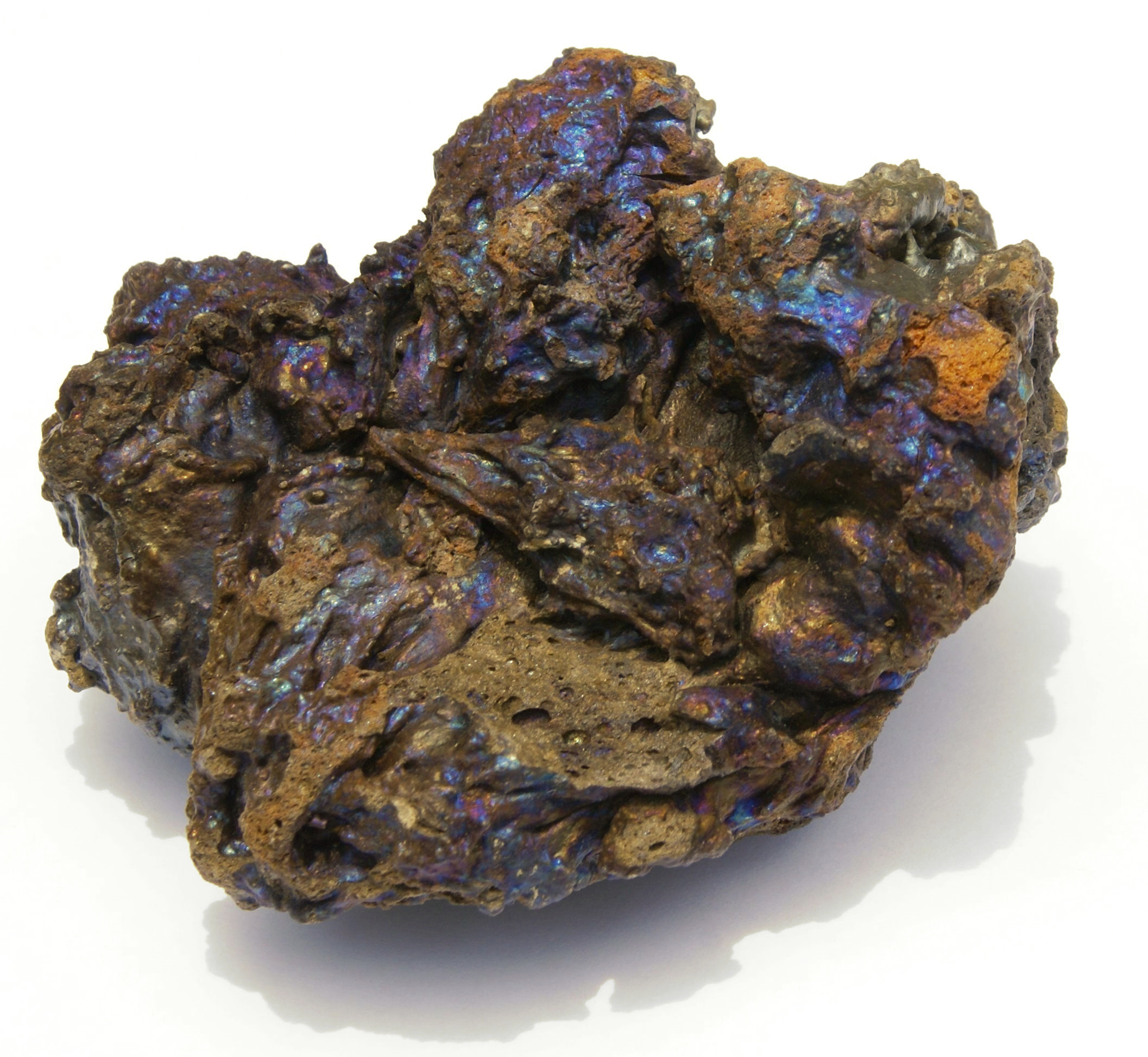
Scorie basaltique en provenance de l'île Amsterdam.

Divers voyageurs et scientifiques profitèrent de courtes escales sur l'île Amsterdam pour en donner de brèves descriptions (Vélain 1875). L'étude volcanologique de l'île et sa cartographie ont été réalisées en décembre 1971 par Jacques Nougier.
Amsterdam, comme Saint-Paul situé à 91 km plus au sud, sont deux volcans construits sur la dorsale est-indienne à taux d'expansion important. Chacun de ces appareils est constitué de deux volcans superposés, le plus ancien étant recouvert en quasi-totalité par le plus récent. Seules des failles très récentes et de très grande amplitude permettent d'en découvrir la complexité.
À Amsterdam, seulement 5 % du paléo-volcan du Fernand est visible. Il occupait le sud-ouest de l'île et la coupe faite dans son flanc à la pointe d'Entrecasteaux montre qu'il est constitué de brèches basaltiques injectées de dykes, le tout étant surmonté par des coulées de laves monotones.
Le « néo-volcan de la Dives » est dû à une migration de deux kilomètres vers l'est-nord-est du réservoir magmatique. Son activité a entièrement nappé les flancs du « paléo-volcan », colmatant notamment sa caldeira (en créant le plateau des Tourbières). Le cône sommital est caractérisé par une petite caldeira de deux kilomètres de diamètre qui s'est vidée vers le nord au cours de trois phases successives. Un cratère d'explosion (la Grande Marmite) et de grandes fractures radiales sont ponctués d'une vingtaine de cônes scoriacés étagés depuis le sommet (Museau de Tanche) jusqu'à la base de l'île (cratères Dumas) dont l'activité semble très récente (une à deux centaines d'années).
Avant les derniers épanchements du volcan de la Dives, de grands effondrements selon des axes de failles nord-est/sud-ouest et nord-ouest/sud-est ont éventré le paléo-volcan. Malgré l'absence de phénomènes post-volcaniques (fumerolles, sources chaudes), Amsterdam doit être considérée comme un volcan encore potentiellement actif. L'activité du volcan a été évaluée à l'aide d'analyses du K/Ar et du paléomagnétisme de ses laves. Ces données concordent pour indiquer un âge compris entre 700 000 ans et nos jours.
Concernant la pétrologie des deux appareils, il s'agit de basaltes dits transitionnels entre les tholéiites et les basaltes alcalins, sans produits de différenciation. Ceci correspond bien à la position structurale du volcan, sur le flanc de la dorsale et avec la présence d'un magma sous-jacent qui n'a pas eu le temps d'évoluer.

## Faune et flore

### Flore

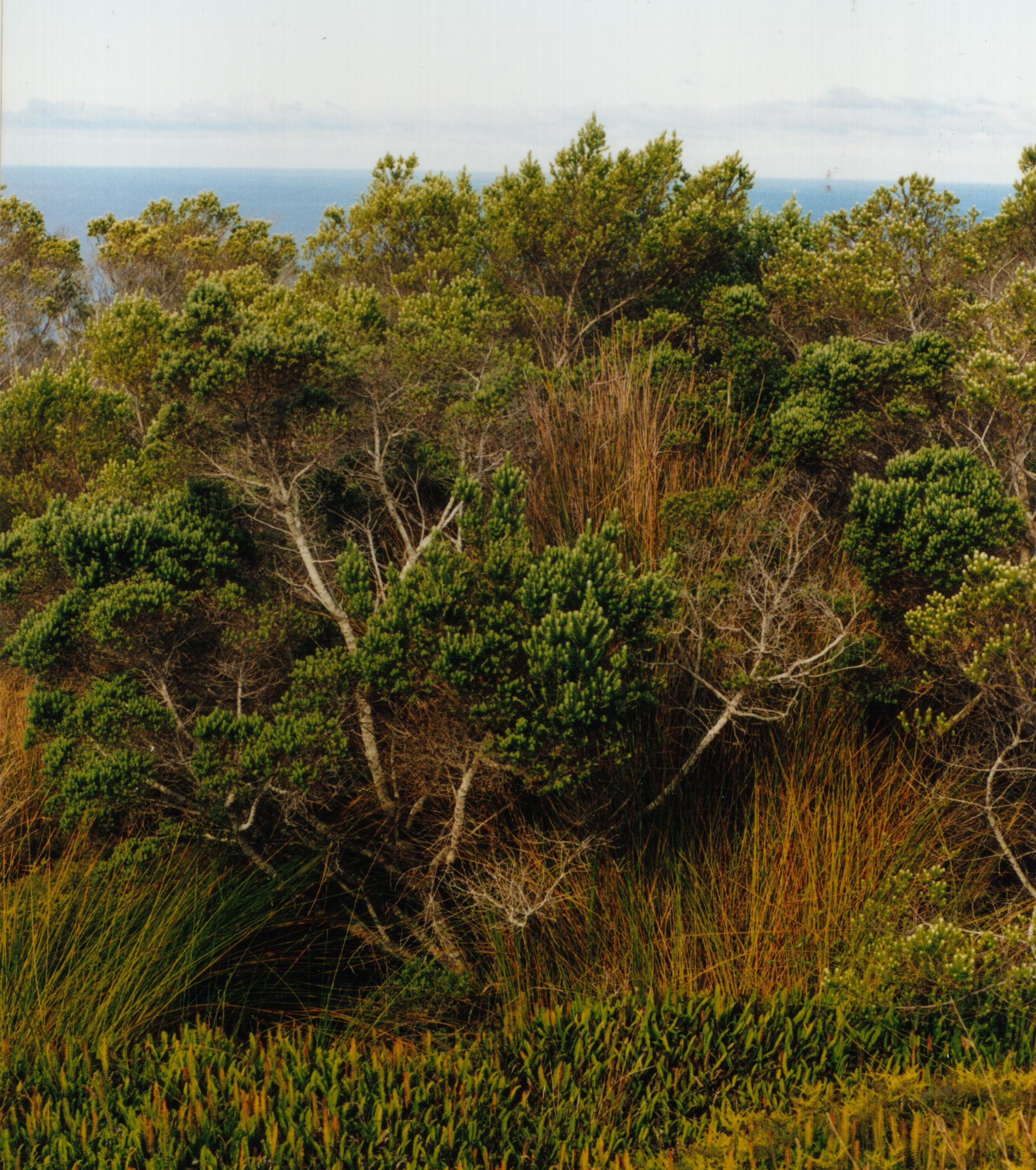
Phylica arborea, la seule plante ligneuse arborescente indigène de l'île.

L'écosystème a été fortement perturbé depuis la découverte de l'île par l'activité humaine (chasse, déboisement) et par l'introduction d'espèces exogènes, volontaire ou accidentelle. De nombreux hivernants ont tenté de créer des potagers ou planter des fleurs qui ont prospéré dans de petits jardins. Plusieurs espèces introduites se sont acclimatées ; capucines, graminées…, dont certaines sont devenues ou peuvent devenir très invasives (la biodiversité apparente de ces îles a augmenté, mais au désavantage de la diversité fonctionnelle et des espèces spécifiques menacées de disparition). Une étude faite à l’occasion de l’année polaire a confirmé que les apports involontaires par les visiteurs (scientifiques ou touristes) arrivant en bateau n'est pas négligeable. Des îles britanniques ou australiennes imposent une fumigation des matériaux et vêtements introduits dans l'île, méthode qui pourrait être bientôt adoptée par la France.
La végétation naturelle est de type herbeux, plus ou moins dense.

#### Phylica arborea
L'île d'Amsterdam est la seule île des TAAF où pousse une espèce d'arbre, Phylica arborea, plus présent sur le versant est de l'île.
« En 1726, Valentyn décrit une forêt de phylicas formant une ceinture sur 1 500 ha (environ 27 % de la surface de l'île) entre 100 et 250 m d'altitude, dense au point d'être quasiment impénétrable. En 1875, Charles Vélain estime que la forêt dense ne couvre plus que 250 ha. »
Au milieu des années 1980, il ne restait que quelques arbres résiduels, à 250 m d'altitude, là où la pression de pâturage est restée moindre. Quelques petits cratères éparpillés sur l'île formaient les derniers refuges de l'espèce, leur caractère accidenté les rendant inaccessibles aux bovins.
« La réduction importante du peuplement de phylicas serait due aux coupes effectuées par l'homme, aux incendies et aux bovins laissés par Heurtin en 1871. »
Entre 1988 et 1992, le troupeau de bovins fut réduit puis enclos sur un cinquième de l'île tandis qu'était mise en place sur la côte est une zone de développement de Phylica arborea. Entre 1989 et 1993, une première campagne permit de récolter des graines auprès des arbres survivants et de replanter plus de 7 000 arbres dans une zone rebaptisée le « Grand Bois » et classée réserve naturelle. Ainsi progressivement élargi, le bois occupait au début des années 2000 près de 10 ha (0,2 % de la surface de l'île).
Par précaution, un cercle d'arbres importés (des cyprès Cupressus macrocarpa) formait un deuxième rempart contre les bovins. Après l'élimination de ces derniers et le démontage de la barrière de barbelés en 2010, les cyprès seront à leur tour enlevés. De même pour toutes les espèces d'arbres introduites sur l'île, en particulier aux alentours de la base, ce afin de protéger les espèces de l'île de la concurrence des espèces exogènes. En 2011, une équipe spécialisée a retiré les arbres introduits sur Amsterdam. D'abord autour du « Grand Bois » (Cupressus macrocarpa, Tamarix gallica et Eucalyptus sp.) puis sur l’ensemble de l’île (excluant la base elle-même). « Mis à part les arbres encore présents sur [la] base, dans le cratère Antonelli et quelques-uns sur le site du « Grand Tunnel », l’ensemble des espèces arborées introduites d’Amsterdam a été démonté au cours de cette campagne ». D'autres campagnes sont prévues pour d'autres végétaux introduits, les herbacées envahissantes, en priorité la grande ciguë, la mauve, le chardon et la capucine.
Une pépinière de Phylica arborea a été installée sur la base scientifique fin 2010, produisant dès 2011 plus de 1 000 plants, et 2 300 en 2013.
Une mission de reconnaissance, effectuée fin février 2025, consécutivement à l'incendie de janvier, a constaté qu'environ 90 % des boisements de Phylica arborea ont été détruits.

#### Autres plantes
On recense aujourd'hui 38 espèces végétales vasculaires sur l'île :
- Quatre espèces de Lycopodes : Lycopodium clavatum, Austrolycopodium magellanicum, Palhinhaea cernua et Phlegmariurus saururus.
- Dix-sept espèces de fougères : Amauropelta bergiana var. bergiana, Asplenium blotiae, Asplenium erectum, Austroblechnum penna-marina, Blechnum australe, Blechnum punctulatum var. punctulatum, Dryopteris antarctica, Elaphoglossum succisifolium (subendémique), Gleichenia polypodioides, Hymenophyllum aeruginosum, Hymenophyllum peltatum, Megalastrum taafense (endémique Saint-Paul et Amsterdam), Notogrammitis angustifolia, Notogrammitis crassior, Polystichum marionense, Rumohra adiantiformis et Stenogrammitis aff. strangeana.
- Dix sept espèces de plantes à graines : Acaena insularis (endémique stricte), Agrostis delislei (endémique stricte), Apium australe, Callitriche antarctica, Carex austrocompacta, Carex brevicaulis (subendémique), Ficinia nodosa, Isolepis aucklandica, Pentameris insularis (endémique Saint-Paul et Amsterdam), Phylica arborea (subendémique), Plantago stauntonii (endémique Saint-Paul et Amsterdam), Plantago pentasperma (endémique sctricte), Poa sp., Poa novarae (endémique Saint-Paul et Amsterdam), Ranunculus biternatus, Sagina hookeri (endémique stricte) et Sporobolus mobberleyanus (subendémique).

### Faune

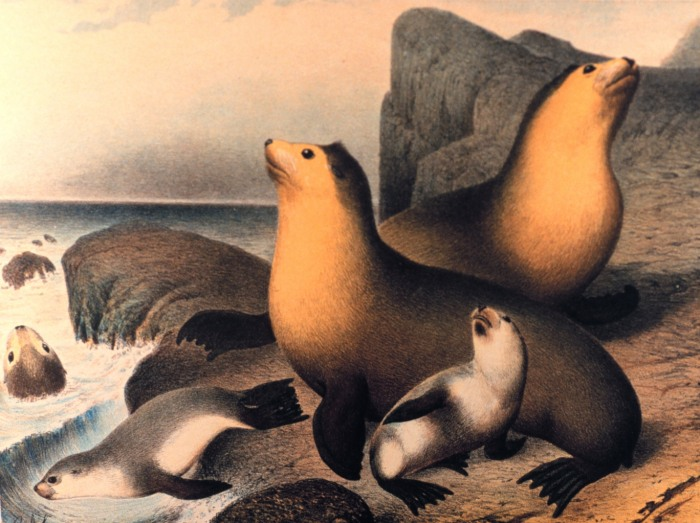
Illustration d'otaries de Kerguelen (Arctocephalus gazella) réalisée en 1874 lors de la mission astronomique allemande de la SMS Gazelle, qui donne son nom à l'espèce.

La faune présente sur l'île d'Amsterdam est la faune habituelle des îles subantarctiques de l'océan Indien.

#### Oiseaux
De nombreux oiseaux marins viennent nicher dont en particulier une espèce endémique d'albatros, l'albatros d'Amsterdam (Diomedea amsterdamensis) – qui fait partie de la liste des 100 espèces les plus menacées au monde établie par l'UICN en 2012 – qui ne niche que sur cette île sur le Plateau des Tourbières. On trouve aussi :
- l'Albatros à bec jaune, dont 84 % de la population réside sur Amsterdam[16] ;
- l'Albatros fuligineux à dos sombre ;
- l'Albatros d'Amsterdam ;
- le Gorfou de Moseley ;
- le Pétrel géant (Macronectes giganteus) (passage occasionnel sans nidification) ;
- le Skua subantarctique ;
- la Sterne couronnée.

#### Mammifères
Plusieurs mammifères marins fréquentent les côtes de l'île et s'y reproduisent, notamment l'une des plus importantes population mondiale d'otaries à fourrure subantarctiques (Arctocephalus tropicalis) et d'éléphants de mer australs. L'hiver, les eaux peuvent être fréquentées par des léopards de mer, une espèce de phoque que l'on trouve plus fréquemment en Antarctique et dans les îles plus australes. On peut également fréquemment observer le passage d'orques.
Il n'existe aucune espèce de mammifère terrestre indigène, mais les rats et souris sont arrivés via des bateaux de pêche aux XVIIIe et XIXe siècles. Des chats redevenus sauvages sont également encore présents.

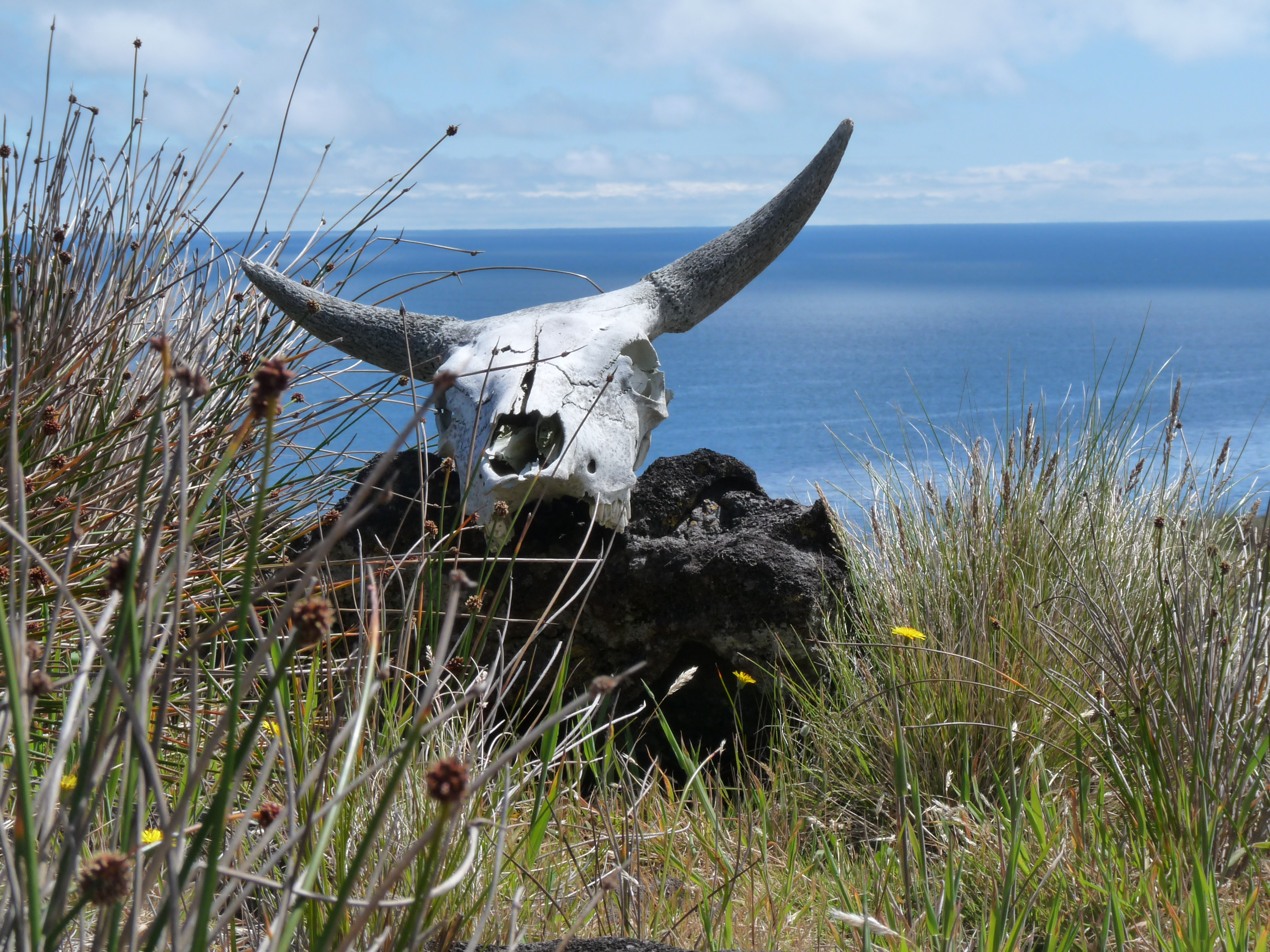
Crâne d'une vache sur l'île Amsterdam, photographié en 2008.

De 1871 à 2010, l'île a eu une population de bovins. L'origine de cette introduction remonte à la tentative d'installation de Heurtin en 1871. Les cinq animaux amenés par ce dernier à fin d'élevage furent laissés sur place lors de son départ. Les vaches, dont la population s'est multipliée, ont gravement modifié l'équilibre naturel, dévastant la flore en faisant pratiquement disparaître l'unique espèce d'arbre de l'île, le phylica, lequel n'a survécu que dans de rares zones inaccessibles aux bovins.
En 1988, il était estimé qu'environ 2 000 bovins vivaient sur l'île. À cette date, pour préserver ce qui restait de l'environnement, une importante réduction du bétail fut décidée, et les survivants furent cantonnés sur 1/5e de l'île, au Nord, grâce à la construction d'une longue barrière barbelée. La barrière fut achevée en 1992. Les habitants de la base scientifique ont utilisé ce cheptel pour leur alimentation, tout en étudiant le phénomène de marronnage.
« Après l'éradication d'une partie du troupeau […], un programme de restauration a permis la plantation de 7 000 arbres, issus de graines produits par les phylicas restants ».
« En 2007, après une étude montrant que les zones qui n'étaient plus pâturées étaient recolonisées par des plantes endémiques, la décision est prise d'abattre tout le troupeau. Une association d'anciens hivernants a bien tenté de s'y opposer, mais en vain. L'abattage a débuté en 2008 et s'est achevé en 2010. Depuis, la clôture Heurtin a été démantelée de ses barbelés. Ne restent que les piquets pour rappeler ce long épisode et le changement de mentalité sur ces espaces à préserver »,. Une dernière vache survivante fut repérée courant 2011. Il ne reste désormais plus aucune trace des bovins amenés par les humains en 1871, si ce n'est les dommages faits à la flore endogène, laquelle se reconstitue lentement.
L'histoire de ces bovins n'en reste pas moins un exemple réussi de retour à l'état sauvage à partir de la très petite population abandonnée sur l'île à la fin du XIXe siècle.

#### Arthropodes
Une espèce de papillons Vanessa cardui a une population permanente sur l'île d'Amsterdam. Une espèce de libellules, Pantala flavescens a été récoltée en février 2017. Il s’agit d’une espèce circumtropicale, qui, peut voler sur plusieurs milliers de kilomètres. Certains habitats favorables sont présents mais les températures sont probablement trop basses pour permettre à cette espèce d'achever leur développement. Il s’agit de la première observation d’odonates sur une des îles subantarctiques.

## Activités humaines

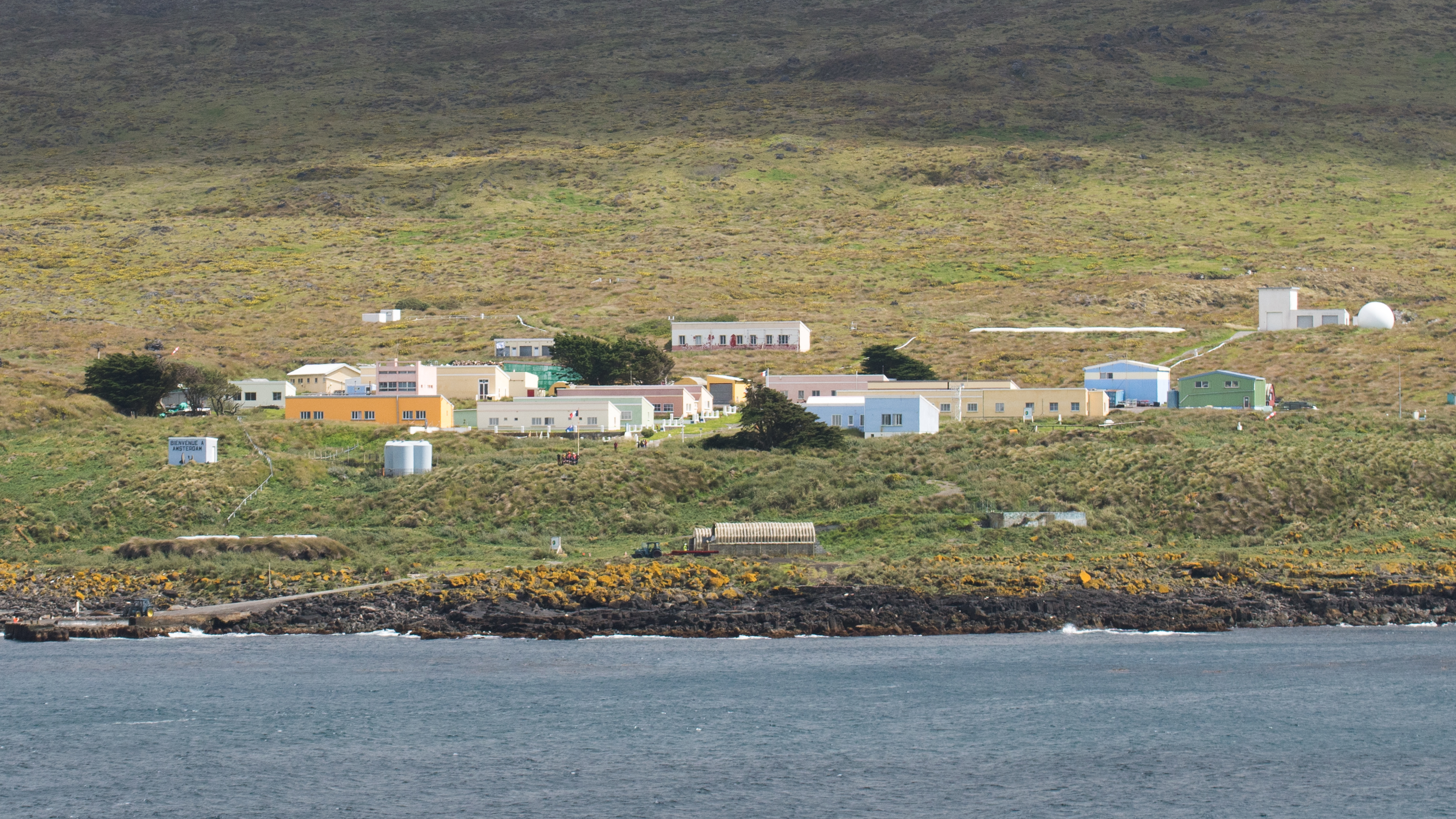
La base Martin de Viviès en 2020.

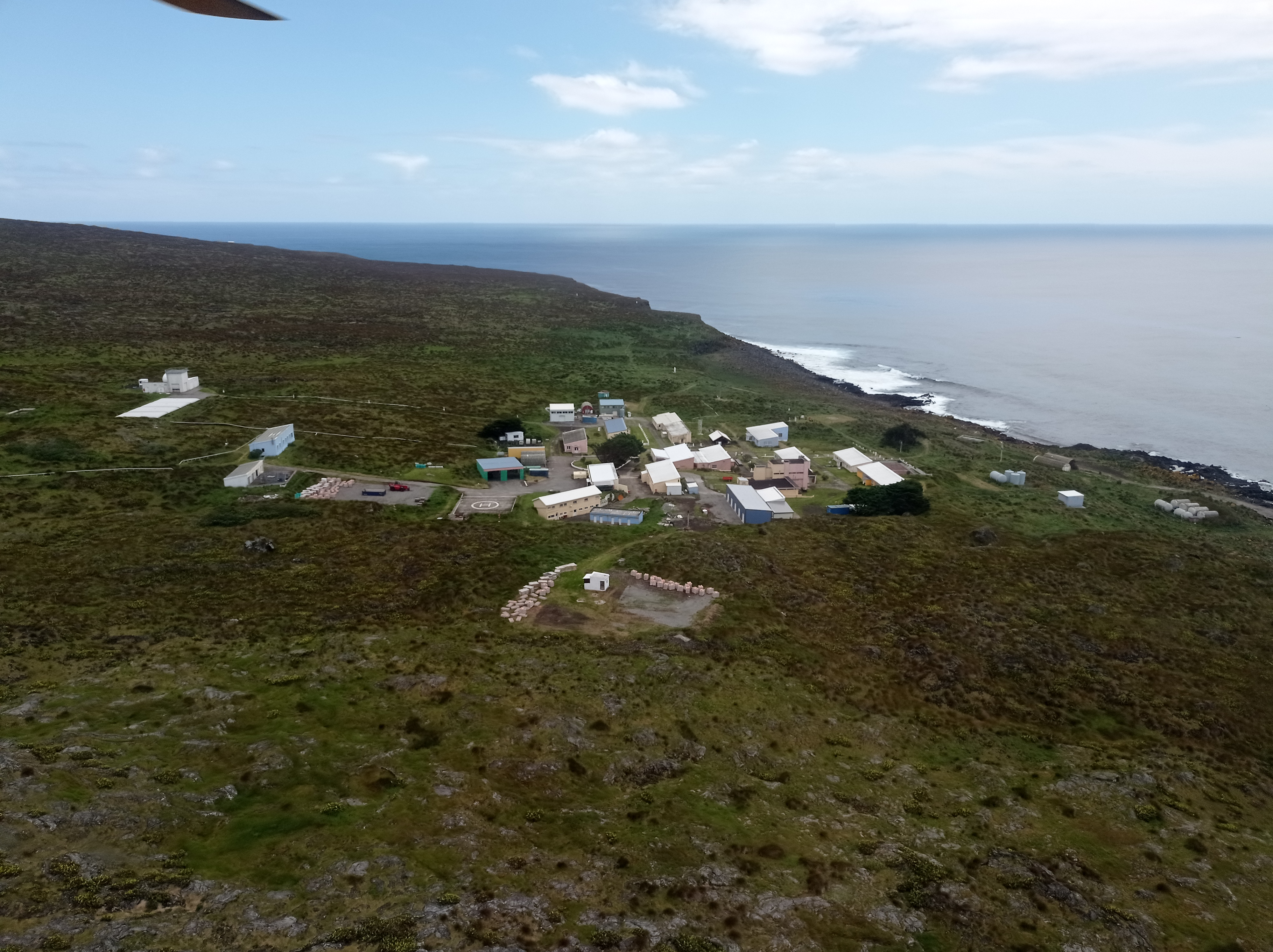
La base Martin de Viviès en 2021.

La base Martin de Viviès en 2016.

### Recherche scientifique
L'île n'abrite aucun résident permanent mais des missions scientifiques successives, comptant de 19 à 35 personnes selon la saison, sans discontinuer depuis 1949, dans la base Martin-de-Viviès.
L'idée d'installer une base scientifique remonte au lendemain de la Seconde Guerre mondiale, qui a montré la nécessité d'étudier la météorologie dans cette région du monde. En décembre 1949, Paul de Martin de Viviès installe une base météo qui va s'élargir à d'autres recherches scientifiques et qui porte désormais son nom. La base sera reconstruite à la fin des années 1950 / début des années 1960. L'isolement et l'éloignement de toute activité humaine en font l'une des deux seules bases au monde pour la mesure de la pollution de fond de l'atmosphère. L'observatoire se situe à 2 km de la base pour éviter toute pollution liée à l'activité de la base, et porte le nom de « pointe Bénédicte », ou « pointe B », en hommage à Bénédicte Ardouin, une scientifique chargée du projet dans les TAAF, et spécialiste de la physico-chimie de l'atmosphère. Les gaz à effet de serre et certains polluants atmosphériques, comme le mercure élémentaire gazeux, y sont constamment mesurés et étudiés. Le CO2 y est mesuré sans interruption depuis 1980, composant ainsi la plus longue série de mesures de concentration de CO2 de l'hémisphère sud.

### Pêche
Les eaux environnantes sont richement poissonneuses et sont notamment exploitées pour la pêche à la langouste (Jasus paulensis (en)). Le préfet des TAAF définit chaque année par décret des quotas de pêche par zone et par espèce. En 2004, seuls deux armements de la Réunion (dont la Sapmer), en alternance et avec un seul navire, l'Austral, étaient autorisés à pêcher dans les eaux territoriales et dans la zone économique exclusive d'Amsterdam.